# Larry James
George Lawrence James, detto Larry (Mount Pleasant, 6 novembre 1947 – Galloway, 6 novembre 2008), è stato un velocista e ostacolista statunitense, campione olimpico con la staffetta 4×400 metri a Città del Messico 1968.

## Biografia
Nato il 6 novembre del 1947 a Mount Pleasant, New York, durante la sua carriera James è stato primatista mondiale dei 400 metri piani e vinto diversi titoli NCAA. Nel 1968 ai Giochi olimpici di Città del Messico James vince la medaglia d'argento sui 400 metri piani con 43"97, tempo migliore del precedente record mondiale ma non sufficiente per permettergli di conquistare l'oro che va al connazionale Lee Evans con il nuovo primato mondiale di 43"86.
Oltre al secondo posto nella gara individuale James vince l'oro con la staffetta 4×400 m statunitense, composta da Vincent Matthews, Ron Freeman, lo stesso James e Lee Evans. Con il tempo di 2'56"16 la squadra statunitense stabilisce un primato mondiale che durerà fino al 1992. I quattro atleti si presentarono alla premiazione indossando baschi neri e salutarono con il pugno chiuso in segno di solidarietà con il movimento delle Pantere Nere, suscitando ulteriori polemiche dopo l'analogo comportamento tenuto in precedenza da Tommie Smith e John Carlos nella cerimonia di premiazione dei 200 metri.
Oltre alle medaglie olimpiche James può vantare un doppio oro alle Universiadi del 1970 (vincendo i 400 metri ostacoli e la staffetta 4×400 m), il titolo NCAA dei 400 m nel 1970 e il titolo NCAA indoor negli anni 1968, 1969 e 1970.
Dopo il ritiro dall'attività agonistica, James si è dedicato all'attività di allenatore e manager di atletica. In particolare è stato capo-manager per la nazionale statunitense durante i Mondiali del 2003 a Saint-Denis. Nel 2003 è stato introdotto nella National Track & Field Hall of Fame.
È morto nel 2008, il giorno del suo 61º compleanno, nella sua casa di Galloway, New Jersey a causa di un cancro al colon.

## Palmarès
| Anno | Manifestazione  | Sede              | Evento      | Risultato | Prestazione | Note                          |
| ---- | --------------- | ----------------- | ----------- | --------- | ----------- | ----------------------------- |
| 1968 | Giochi olimpici | Città del Messico | 400 m piani | Argento   | 43"97       | Miglior prestazione personale |
| 1968 | Giochi olimpici | Città del Messico | 4×400 m     | Oro       | 2'56"16     | Record mondiale               |
| 1970 | Universiadi     | Torino            | 400 m hs    | Oro       | 50"2        | Miglior prestazione personale |
| 1970 | Universiadi     | Torino            | 4×400 m     | Oro       | 3'03"3      |                               |